# Дзелме, Кристап
Кри́стап Дзе́лме (латыш. Kristaps Dzelme; 30 января 1990, Рига) — латвийский футболист, вратарь клуба «РФШ».

## Биография
Футболом Кристап Дзелме начал заниматься в академии «Сконто» у тренера Владимира Беляева. В 2003 году Кристап перешёл в «Даугаву 90», которая была основана после ухода Беляева из «Сконто».
В сентябре 2006 года Кристап Дзелме был приглашён в юношескую сборную Латвии до 17 лет, тренером которой также являлся Владимир Беляев. В составе юношеской сборной Кристап дебютировал 28 сентября 2006 года в матче против Ирландии (0:2).
В 2008 году Кристап Дзелме начал выступать за взрослую команду рижской «Даугавы», которая играла в Первую лигу Латвии. А в сентябре того же года Владимир Беляев пригласил его в ряды юношеской сборной Латвии до 19 лет.
В сезоне 2009 года Кристап Дзелме вместе с клубом «Даугава» дебютировал в Высшей лиге Латвии, а 28 июля 2009 года главный тренер молодёжной сборной Латвии по футболу Геннадий Шитик впервые пригласил Кристапа на сборы.
В начале 2010 года Кристап Дзелме перешёл в ряды литовского клуба «Круоя» из города Пакруойис, выступающем в А лиге.
В начале 2012 года Кристап Дзелме покинул пакруойскую «Круою» и вернулся на родину. Сперва он тренировался в рядах «Юрмалы-VV», которая впоследствии сменила название на «Даугава» и перебазировалась в Ригу. Однако, в марте того же года Кристап присоединился к румынскому клубу «Мурешул» из города Дева.